# Favus drůbeže
Favus je kontagiózní a chronicky probíhající mykóza kůže (dermatomykóza) ptáků, která může být kontaktem přenesena i na člověka. Postihuje zejména kůži hlavy, hřeben a kožní přívěsy u hrabavé drůbeže; jen vzácně postihuje kůži i na jiných místech těla. Dermatofyta napadají a poškozují zrohovatělé vrstvy epidermis, což jim umožňuje schopnost hydrolyzovat keratin.
Onemocnění je známo již z poloviny minulého století. Je rozšířeno po celém světě; neobjevuje se v chovech hromadně, zpravidla postihuje pouze jednotlivé ptáky v menších chovech. Vyskytuje se sporadicky u kura domácího, ojediněle také u krůt, kachen, holubů a kanárů.

## Příčina nemoci (etiologie)
Původcem onemocnění je plíseň Trichophyton gallinae, ojediněle také T. mentagrophytes a T. megninii. T. gallinae se vyznačuje pomalým růstem při kultivaci in vitro. Charakteristické jsou septované (3-8) makrokonidie doutníkovitého tvaru a červený pigment produkovaný staršími koloniemi, který difunduje do okolní půdy. Po stranách mycelia se vytvářejí jednotlivě nebo ve shlucích mikrokonidie velikosti 2-4 µm. Nacházet se mohou i chlamydospory. Identifikace se provádí mikroskopicky podle morfologie plísně a kolonií.

## Vznik a příčiny nemoci (epizootologie)

### Hostitel
K onemocnění je vnímavá drůbež starší 6 měsíců s vyvinutými hřebeny. Zvláště vnímavá jsou těžká asijská plemena drůbeže (brahmánky, kočinky). Onemocnění se častěji vyskytuje u kohoutů než u slepic. Mnohem méně jsou postiženy krůty, případně i další ptačí druhy. Z laboratorních zvířat jsou k onemocnění vnímavé myši, králíci a morčata, u nichž se chorobné změny projeví asi za 10 dní.

### Přenos
Onemocnění se šíří přímým kontaktem s postiženými jedinci nebo s infikovaným prostředím (transporty, přeplnění chovných prostorů apod.); vnímavá je zejména drůbež s poraněným hřebenem. Ke kontaminaci prostředí dochází prostřednictvím odlupujících se infikovaných šupinek z kůže. Časem se může zamořit celé prostředí, popřípadě i půda ve výbězích.
Predispozičním faktorem je poranění kůže hřebínku. Rezervoárem jsou nemocná zvířata.

## Projevy nemoci (symptomatologie)
Inkubační doba je 4-5 týdnů.

### Klinika
Onemocnění probíhá chronicky a pomalu se šíří v hejnu. Chorobné změny se projevují nejdříve na hřebenu, ponejvíce v krajině při kořenu zobáku, kde se vytvářejí bělavé tečky, slévající se později v rozsáhlé šupinky běložluté barvy, případně až v rozsáhlé krusty, pokrývající větší část hřebenu. Odtud se šíří onemocnění na ušnice, lalůčky, na obličejovou část a víčka. Vzácněji se rozšíří i na ostatní tělo, přičemž dochází i k vypadávání peří a na pokožce ke ztluštění a tvorbě šupin a krust, které se lokalizují zejména do okolí folikulů. V pokročilejších případech mohou vzniknout i změny na očích, které se projevují keratitidou (zánět rohovky) a vedou ke ztrátě zraku.
Nemocní ptáci páchnou typicky po plísni. V těžších případech dochází časem k postupnému hubnutí, anémii a k ikteru (žloutenka). V některých případech může nastat i spontánní vyléčení, také však uhynutí 

## Diagnostika
Klinické změny dovolují předběžnou diagnózu, která ale musí být potvrzena přímo mikroskopicky anebo kultivačně průkazem původce a jeho identifikací.
Diferenciální diagnostika. Nutné je vyloučit neštovice, případně silnou invazi čmelíků.

## Terapie a prevence
Terapie povrchových mykóz vyvolávaných dermatofyty se zpravidla provádí dlouhodobě lokálně působícími antimykotiky, takže se většinou ošetřují jen chovná zvířata nebo drobné chovy. Vzhledem k ojedinělému výskytu nemoci je v mnoha případech lepší vyřadit postižené jedince z chovu.
Prevence spočívá v ochraně chovů před zavlečením dermatomykózy a důsledně prováděné dezinfekci.